# Parc national Cañón del Sumidero
Le parc national Cañón del Sumidero (espagnol : Parque nacional Cañón del Sumidero) est un parc national du Mexique situé au Chiapas. Il a été créé le 8 décembre 1980 et il a une superficie de 217 km2. Il a été reconnu comme site Ramsar en 2004. Il est administré par la Comisión Nacional de Áreas Naturales Protegidas.